# Liste der Schienenfahrzeuge der Förderbahnen der PREUSSAG Borken und HEFRAG Wölfersheim
Die Schienenfahrzeuge der Förderbahnen der PREUSSAG Borken und HEFRAG Wölfersheim fuhren auf Strecken der Werksbahn der Firma PreussenElektra (früher PREAG) im Nordhessischen Braunkohlerevier. Diese sind in mehreren Spurweiten angelegt worden. Ab 1922 wurde im hessischen Braunkohlebergbau mit der Anlage von Grubenbahnen begonnen, die bis Anfang der 1990er Jahre betrieben wurden.
Der Großteil der Strecken war elektrifiziert, es gab aber auch Abschnitte ohne Fahrdraht. Für diese Abschnitte waren manche Lokomotiven als Zweikraftlokomotiven in unterschiedlichen Konfigurationen vorhanden. Es wurden auch eine Anzahl von zuerst Dampf-, später Diesellokomotiven vorgehalten. Nach dem Ende der Kohleförderung mit den Grubenbahnen wurde ein Großteil der Ausrüstung und der Fahrzeuge in den beiden Museen des Braunkohlebetriebes erhalten.

## Lokomotiven PREUSSAG Borken
Anmerkung zu der Einsatzcharakteristik
- D = Dampflok
- E = Elektrolok
- EA = Zweikraftlok Elektro/Akku
- EV = Zweikraftlok Elektro/Diesel
- ET = Elektrotriebwagen
- EB = Elektrobeiwagen
- V = Verbrennungslok

Die Förderung der Braunkohle begann im Revier von Borken. Während die Kohleförderung von der PREUSSAG direkt ausgeführt und Strecken in Normalspur gebaut wurden, wurde der Abraumbetrieb an die Firma Holzmann vergeben, die die Strecken in der Grubenbahnspurweite 900 mm ausführte. Diese Unterteilung wurde auch beibehalten, als die PREAG 1943 beide Förderbahnen in eine Hand nahm.
Die im Kohlebetrieb eingesetzten Gleise fuhren bis 1949 direkt in den Tagebau hinein, ab dann wurde ein geteilter Betrieb mit Förderband zum Tagebaurad und Umladung auf die Förderbahn praktiziert. Im Jahr 1981 betrug die Länge der Grubenbahn in Normalspur etwa 21,6 Kilometer, auf den 900mm-Strecken 32 km, davon waren 19,7 km mit fest verlegtem und 12,3 km mit rückbarem Gleis. Die Fahrdrahtspannung betrug einheitlich 1200 V Gleichspannung. Für die Abwicklung des Fahrbetriebes waren fünf Stellwerke vorhanden. Der Zugsicherung dienten Haupt-Lichtsignale und Überwachungssignale. Auf längeren Strecken war stellenweise ein Selbstblock, gesteuert durch Schienenkontakte, eingerichtet.
Der Zugbetrieb begann mit Dampflokomotiven, ab 1928 wurden die Strecken größtenteils elektrifiziert. Zum Sinnbild des elektrischen Kohlebetriebes wurden die Triebwagenzüge mit den Wagen von Orenstein & Koppel. Für die Verbindung Kraftwerk–Bahnhof Borken wurde schon 1935 eine Zweikraftlokomotive Henschel/SSW Typ Borken auf Basis E-Lok/Akkulok angeschafft, zu der sich 1950 noch eine zweite Lok gesellte. Im Abraumbetrieb wurde bis 1943 ausschließlich mit Dampf gefahren. Dann beschaffte die PREAG zuerst einige Loks des Typs Henschel/SSW Typ Braunschweig, denen nach Kriegsende mehrere Lokomotiven der Type El 4 dazukamen. Für einen zusätzlichen Aschetransport wurden noch drei Zweikraftlokomotiven vom Typ Borken 71–73 auf Basis E-Lok/Dieselbetrieb beschafft, die den Abraum auch für eine Rauchgasentschwefelungsanlage mit Gipstransport durchführte. Der Abraumbetrieb wurde außer dem Aschetransport mit den Zweikraftlokomotiven 1983 eingestellt, die Mehrzahl der Lokomotiven wurden verschrottet, einige für Museen aufgehoben. Für eventuell anfallende Arbeiten wurde in den Letzten Jahren Transporte mit LKW, teils über größere Distanzen, eingerichtet.
| Baureihe                    | Bild                              | Loknummer | Achsfolge | Hersteller   | Fabriknr./Baujahr | Einsatz- charakteristik | Dienstgew. | Leistung | Anmerkung                                                                                                  |
| --------------------------- | --------------------------------- | --------- | --------- | ------------ | ----------------- | ----------------------- | ---------- | -------- | --- |
| Henschel Typ Zollern        |                                   | 4         | B n2t     | Henschel     | 19039/22          | D                       | 28,5 t     | 250 PS   | ? |
| Henschel Typ Zollern        |                                   | 5         | B n2t     | Henschel     | 19040/22          | D                       | 28,5 t     | 250 PS   | 1965 Umbau in Elektroverschiebegerät, dieses 1990 verschrottet                                             |
| Henschel Bfl 12             | Bild auf www.Dampflokomotivarchiv | 11        | B-f       | Henschel     | 22508/52          | D                       |            |          | im Hessischen Braunkohle Bergbaumuseum erhalten                                                            |
| Henschel/SSW Typ Borken     |                                   | 50        | Bo'Bo'    | Henschel/SSW | 22651/3032-1935   | EA                      | 40 t       | 204 kW   | im Hessischen Braunkohle Bergbaumuseum erhalten                                                            |
| Henschel/SSW Typ Borken     | Foto der Lok auf rangierdiesel.de | 51        | Bo'Bo'    | Henschel/SSW | 25101/5126-1950   | EA                      | 42 t       | 364 kW   | bei Ferropolis bis 2008, dann verschrottet                                                                 |
| Krupp/SSW Bo Bo 70t         |                                   | 52        | Bo'Bo'    | Krupp/SSW    | 3460/5818-1957    | E                       | 70 t       | 760 kW   | im Hessischen Braunkohle Bergbaumuseum erhalten                                                            |
| Krupp/SSW Bo Bo 70t         |                                   | 53        | Bo'Bo'    | Krupp/SSW    | 4397/6112-1963    | E                       | 70 t       | 760 kW   | 1991 an Museumsbahnverein „Eisenbahnfreunde Treysa e. V.“ (ehemals „Eisenbahnfreunde Schwalm-Knüll e. V.“) |
| MaK 650 D                   |                                   | 54        | D-dh      | MaK          | 600147/1958       | V                       | 54 t       | 650 PS   | 1983 nach Italien verkauft,                                                                                |
| MaK 650 D                   |                                   | 55        | D-dh      | MaK          | 600151/1958       | V                       | 54 t       | 650 PS   | 1983 nach Italien verkauft, 2006 verschrottet.                                                             |
| O&K/BEW PREAG ET Bo 2       |                                   | 101       | Bo' 2'    | O&K/BEW      | 1929              | ET                      | 72,5 t     | 176 kW   | 1980 verschrottet                                                                                          |
| O&K/BEW PREAG ET Bo 2       |                                   | 102       | Bo' 2'    | O&K/BEW      | 1929              | ET                      | 72,5 t     | 176 kW   | 1980 verschrottet                                                                                          |
| O&K/BEW PREAG ET Bo 2       |                                   | 103       | Bo' 2'    | O&K/BEW      | 1929              | ET                      | 72,5 t     | 176 kW   | 1980 verschrottet                                                                                          |
| O&K/BEW PREAG ET Bo 2       |                                   | 104       | Bo' 2'    | O&K/BEW      | 1929              | ET                      | 72,5 t     | 176 kW   | 1980 verschrottet                                                                                          |
| O&K/BEW PREAG ET Bo 2       |                                   | 105       | Bo' 2'    | O&K/BEW      | 1929              | ET                      | 72,5 t     | 176 kW   | 1980 verschrottet                                                                                          |
| O&K/BEW PREAG ET Bo 2       |                                   | 106       | Bo' 2'    | O&K/BEW      | 1929              | ET                      | 72,5 t     | 176 kW   | 1980 verschrottet                                                                                          |
| O&K PREAG Mittelbeiwagen ET |                                   | 1102-2    | 2' 2'     | O&K          | 1929              | EB                      |            |          | Mittelbeiwagen 101/102, 1980 verschrottet                                                                  |
| O&K PREAG Mittelbeiwagen ET |                                   | 1112-2    | 2' 2'     | O&K          | 1929              | EB                      |            |          | Mittelbeiwagen 103/104, 1980 verschrottet                                                                  |
| O&K PREAG Mittelbeiwagen ET |                                   | 1122-2    | 2' 2'     | O&K          | 1930              | EB                      |            |          | Mittelbeiwagen 105/106, 1980 verschrottet                                                                  |

| Baureihe                      | Bild                                        | Loknummer | Achsfolge | Hersteller   | Fabriknr./Baujahr | Einsatz- charakteristik | Dienstgew. | Leistung           | Anmerkung                                                           |
| ----------------------------- | ------------------------------------------- | --------- | --------- | ------------ | ----------------- | ----------------------- | ---------- | ------------------ | ------------------------------------------------------------------- |
| Henschel Typ Lausitz          |                                             | 1         | B n2t     | Henschel     | 25693/41          | D                       | 29,3 t     | 270 PS             | ?                                                                   |
| Henschel Typ KDL 10           | Foto der Lokomotive auf bimmelbahn-forum.de | 2         | B n2t     | Henschel     | 25091/44          | D                       |            | 200 PS             | 1991 Museum, 2023 bei Museum Meuselwitz                             |
| Henschel Ch 350               |                                             | 3         | C n2t     | Henschel     | 28582/50          | D                       | 38,2t      | 350 PS             | 1963 ausgemustert                                                   |
| Hohenzollern Typ Panther      |                                             | 6         | B n2t     | Hohenzollern | 4399/29           | D                       |            | 150 PS             | 1962 ausgemustert                                                   |
| Hohenzollern Typ Panther      |                                             | 7         | B n2t     | Hohenzollern | 4400/29           | D                       |            | 150 PS             | 1962 ausgemustert                                                   |
| Hanomag 200 PS                |                                             | 8         | B n2t     | Hanomag      | 9430/20           | D                       |            | 200 PS             | 1962 ausgemustert                                                   |
| Rheinmetall Typ Ruhr          |                                             | 9         | B n2t     | Rheinmetall  | 724/23            | D                       |            | 220 PS             | 1960 ausgemustert                                                   |
| Borsig 220 PS                 |                                             | 10        | B n2t     | Borsig       | 10822/20          | D                       |            | 220 PS             | 1963 ausgemustert                                                   |
| Henschel/SSW Typ Braunschweig |                                             | 1         | Bo'Bo'    | Henschel/SSW | 26102/3687-1941   | E                       | 60 t       | 480 kW             | 2008 im Kraftwerk Borken verschrottet.                              |
| Henschel/SSW Typ Braunschweig |                                             | 2         | Bo'Bo'    | Henschel/SSW | 26100/3685-1941   | E                       | 60 t       | 480 kW             | 1984 ausgemustert                                                   |
| Henschel/SSW Typ Braunschweig |                                             | 3         | Bo'Bo'    | Henschel/SSW | 26101/3686-1941   | E                       | 60 t       | 480 kW             | 1984 an Heidelberger Zement. Verbleib unbekannt.                    |
| Henschel/SSW EL 4             |                                             | 4         | Bo'Bo'    | Henschel/SSW | 25187/5116-1948   | E                       | 75 t       | 760 kW             | 1984 ausgemustert                                                   |
| Henschel/SSW EL 4             |                                             | 5         | Bo'Bo'    | Henschel/SSW | 25288/5115-1948   | E                       | 75 t       | 760 kW             | 1983 ausgemustert                                                   |
| Henschel/SSW EL 4             |                                             | 6         | Bo'Bo'    | Henschel/SSW | 25219/5127-1950   | E                       | 75 t       | 760 kW             | an Museum für Verkehr und Technik Berlin                            |
| Henschel/SSW EL 4             |                                             | 7         | Bo'Bo'    | Henschel/SSW | 25220/5128-1950   | E                       | 75 t       | 760 kW             | an Technik-Museum Speyer                                            |
| Henschel/SSW EL 4             |                                             | 8         | Bo'Bo'    | Henschel/BBC | 25313/5554-1948   | E                       | 75 t       | 740 kW             | 1978 ausgemustert. Verbleib unbekannt.                              |
| Henschel/SSW EL 4             |                                             | 9         | Bo'Bo'    | Henschel/BBC | 25314/5555-1948   | E                       | 75 t       | 740 kW             | 1978 ausgemustert. Verbleib unbekannt.                              |
| Henschel/SSW EL 4             |                                             | 10        | Bo'Bo'    | Henschel/BBC | 25315/5556-1949   | E                       | 75 t       | 740 kW             | 1984 ausgemustert. Verbleib unbekannt.                              |
| Henschel/SSW EL 4             |                                             | 11        | Bo'Bo'    | Henschel/BBC | 25316/5557-1949   | E                       | 75 t       | 740 kW             | 1984 ausgemustert. Verbleib unbekannt.                              |
| Henschel/SSW EL 4             |                                             | 12        | Bo'Bo'    | Henschel/BBC | 25194/5562-1949   | E                       | 75 t       | 740 kW             | 1984 ausgemustert. Verbleib unbekannt.                              |
| Henschel/SSW EL 4             |                                             | 13        | Bo'Bo'    | Henschel/BBC | 25193/5563-1949   | E                       | 75 t       | 740 kW             | 1984 ausgemustert. Verbleib unbekannt.                              |
| Henschel/SSW EL 4             |                                             | 14        | Bo'Bo'    | Henschel/BBC | 25195/5564-1949   | E                       | 75 t       | 740 kW             | 1984 ausgemustert. Verbleib unbekannt.                              |
| Henschel/SSW EL 4             |                                             | 15        | Bo'Bo'    | Henschel/BBC | 25196/5565-1949   | E                       | 75 t       | 740 kW             | 1983 ausgemustert. Verbleib unbekannt.                              |
| Henschel/SSW EL 4             |                                             | 16        | Bo'Bo'    | Henschel/SSW | 25063/5245-1950   | E                       | 75 t       | 740 kW             | 1983 ausgemustert. Verbleib unbekannt.                              |
| Henschel/SSW EL 4             |                                             | 17        | Bo'Bo'    | Henschel/AEG | 25289/7317-1954   | E                       | 75 t       | 740 kW             | 1983 ausgemustert. Verbleib unbekannt.                              |
| Grube Zukunft 1–3             |                                             | 18        | Bo'Bo'    | Henschel/SSW | 20075/2284-1927   | E                       | 46 t       | 344 kW             | 1980 ausgemustert. Verbleib unbekannt.                              |
| Grube Zukunft 1–3             |                                             | 19        | Bo'Bo'    | Henschel/SSW | 20074/2283-1927   | E                       | 46 t       | 344 kW             | 1980 ausgemustert. Verbleib unbekannt.                              |
| Grube Zukunft 1–3             |                                             | 20        | Bo'Bo'    | Henschel/SSW | 20073/2282-1927   | E                       | 46 t       | 344 kW             | 1980 ausgemustert. Verbleib unbekannt.                              |
| KHD KG 125 BS                 |                                             | 63        | B-dh      | KHD          | 57645/1963        | V                       | 16 t       | 125 PS             | 1991 ausgemustert. Im Hessischen Braunkohle Bergbaumuseum erhalten. |
| Borken 71–73                  |                                             | 71        | Bo        | Henschel/AEG | 25488/7332-1954   | EV                      | 30 t       | 360 kW bzw. 145 PS | 1991 ausgemustert. Im Hessischen Braunkohle Bergbaumuseum erhalten. |
| Borken 71–73                  |                                             | 72        | Bo        | Henschel/AEG | 26509/7486-1956   | EV                      | 30 t       | 360 kW bzw. 145 PS | 1991 ausgemustert. Im Hessischen Braunkohle Bergbaumuseum erhalten. |
| Borken 71–73                  |                                             | 73        | Bo        | Henschel/AEG | 26528/7519-1957   | EV                      | 30 t       | 360 kW bzw. 145 PS | 1991 ausgemustert. Im Hessischen Braunkohle Bergbaumuseum erhalten. |

| Baureihe          | Bild | Loknummer | Achsfolge | Hersteller | Fabriknr./Baujahr | Einsatzcharackteristik | Dienstgew. | Leistung | Anmerkung                                        |
| ----------------- | ---- | --------- | --------- | ---------- | ----------------- | ---------------------- | ---------- | -------- | ------------------------------------------------ |
| Jung Typ EL 110   |      | 60        | B dm      | Jung       | 9894/41           | V                      | 4 t        | 12 PS    | Im Hessischen Braunkohle Bergbaumuseum erhalten. |
| Jung Typ EL 110   |      | 61        | B dm      | Jung       | 9901/41           | V                      | 4 t        | 12 PS    | Verbleib unbekannt                               |
| Deutz Typ PME 117 |      | 62        | B dm      | Deutz      | 9232/29           | V                      | 2,2 t      | 9 PS     | Verbleib unbekannt                               |
| Jung Typ EL 110   |      | 64        | B dm      | Jung       | 11548/52          | V                      | 4 t        | 12 PS    | im Deutschen Bergbau-Museum Bochum erhalten.     |

## Lokomotiven HEFRAG Wölfersheim
In den Tagebaubetrieben der Wetterau wurde einheitlich mit Grubenbahnspurweite betrieben. Ein normalspuriger Anschluß bestand nur am Kraftwerk Wölfersheim, wo anfangs eine Dampfspeicherlokomotive, ab 1954 eine Feldbahnlokomotive Dienst tat. Im Kohlefahrbetrieb der Schmalspurbahn wurde zuerst ebenfalls mit feuerlosen Dampfloks, im Abraumbetrieb wurden ab 1950 außschließlich Förderbänder, die mit einem Absetzer in Verbindung standen, verwendet. Die Aufgaben der Grubenbahn lagen hier im Aschetransport. Da die Kohle in der Wetterau einen geringeren Heizwert als die in Borken hatte, mussten die Transportzüge entsprechend häufiger verkehren.
1954 wurde der Grubenbahnbetrieb elektrifiziert. Sinnbilder waren seither für den Kohletransport zweiachsige Krupp-Lokomotiven, für den Aschetransport wurden von Henschel gebrauchte Elektrolokomotiven besorgt. Der Kohletransport wurde mit Sattelwagen, der Ascheverkehr mit Einseitenkippern durchgeführt. Die Züge verkehrten auf eingleisigen Strecken mit Ausweichstellen. Dabei verkehrten die Aschezüge im Sichtabstand vor den Kohlezügen her.
Auf der Hauptstrecke wurden die Weichen mit elektrischen Stellanlagen betrieben, die über Lichtkontakte gesteuert wurden. Dabei besaßen die Loks je vier Stellampen, mit deren Hilfe die Weichen über an Masten angebrachte Lichtkontakte umgestellt wurden. An den Ausweichstellen waren Rückfallweichen. Beim Zurückstoßen der Züge besaß der vordere Wagen eine optisch/akustische Signalanlage, die automatisch anging, wenn der Zug geschoben wurde.
Bis zum Schluss verkehrten auf der Förderbahn in der Wetterau ausschließlich Züge. Im Jahr 1991 wurde zuerst der Kohlefahrbetrieb beendet. Der Aschetransport verkehrte noch einige Monate länger, mit der Abschaltung des Kraftwerkes wurde auch er beendet. Neben einigen anderen Geräten sind im Museum Wölfersheim auch jeweils ein Exemplar der Kohle- und Aschelokomotiven mit jeweils einem Förderwagen als Ausstellungsstücke erhalten geblieben.
| Baureihe       | Bild                                     | Loknummer | Achsfolge | Hersteller | Fabriknr./Baujahr | Einsatzcharackteristik | Dienstgew. | Leistung | Anmerkung                                       |
| -------------- | ---------------------------------------- | --------- | --------- | ---------- | ----------------- | ---------------------- | ---------- | -------- | ----------------------------------------------- |
| Henschel DG 26 | Foto der Lokomotive auf rangierdiesel.de | 1         | B dm      | Henschel   | D2228/54          | V                      |            | 30 PS    | ImHessischen Braunkohle Bergbaumuseum erhalten. |
| Henschel B-f   |                                          | 25        | B-f       | Henschel   | 20346/28          | D                      |            |          | 1954 an Stadtwerke Heidelberg                   |

| Baureihe                 | Bild | Loknummer | Achsfolge | Hersteller   | Fabriknr./Baujahr | Einsatzcharackteristik | Dienstgew. | Leistung | Anmerkung                              |
| ------------------------ | ---- | --------- | --------- | ------------ | ----------------- | ---------------------- | ---------- | -------- | -------------------------------------- |
| Henschel C-f             |      | 1         | C-f       | Henschel     | 21217/28          | D                      |            |          | ?                                      |
| Henschel C-f             |      | 2         | C-f       | Henschel     | 21218/28          | D                      |            |          | ?                                      |
| Henschel C-f             |      | 3         | C-f       | Henschel     | 21219/28          | D                      |            |          | ?                                      |
| O&K 140 PS               |      | 4         | B-n2t     | O&K          | 5031/12           | D                      |            | 140 PS   | ?                                      |
| Hanomag 140 PS           |      | 5         | B n2t     | Hanomag      | 8006/21           | D                      |            | 140 PS   | ?                                      |
| Hohenzollern Typ Panther |      | 6         | B n2t     | Hohenzollern | 4395/25           | D                      |            | 150 PS   | Verbleib unbekannt                     |
| Hohenzollern Typ Panther |      | 7         | B n2t     | Hohenzollern | 4396/25           | D                      |            | 150 PS   | Verbleib unbekannt                     |
| Hohenzollern Typ Panther |      | 8         | B n2t     | Hohenzollern | 4399/25           | D                      |            | 150 PS   | 1962 ausgemustert, an PREAG Borken (6) |
| Hohenzollern Typ Panther |      | 9         | B n2t     | Hohenzollern | 4400/25           | D                      |            | 150 PS   | 1962 ausgemustert, an PREAG Borken (7) |
| Rheinmetall Typ Rhein    |      | 10        | B n2t     | Rheinmetall  | 131/21            | D                      |            | 150 PS   | ?                                      |
| Rheinmetall Typ Rhein    |      | 11        | B n2t     | Rheinmetall  | 132/21            | D                      |            | 150 PS   | ?                                      |
| Rheinmetall Typ Rhein    |      | 12        | B n2t     | Rheinmetall  | 718/23            | D                      |            | 150 PS   | ?                                      |
| Rheinmetall Typ Rhein    |      | 13        | B n2t     | Rheinmetall  | 720/23            | D                      |            | 150 PS   | ?                                      |
| Rheinmetall Typ Ruhr     |      | 14        | B n2t     | Rheinmetall  | 106/21            | D                      |            | 220 PS   | ?                                      |
| Rheinmetall Typ Ruhr     |      | 15        | B n2t     | Rheinmetall  | 724/23            | D                      |            | 220 PS   | verschrottet 1960                      |
| Krupp 200 PS             |      | 16        | B n2t     | Krupp        | 833/31            | D                      |            | 200 PS   | verschrottet 1966                      |
| Krupp 200 PS             |      | 17        | B n2t     | Krupp        | 834/31            | D                      |            | 200 PS   | verschrottet 1966                      |
| Krupp 200 PS             |      | 18        | B n2t     | Krupp        | 835/31            | D                      |            | 200 PS   | verschrottet 1960                      |
| Hanomag 220 PS           |      | 19        | B n2t     | Hanomag      | 9430/28           | D                      |            | 220 PS   | an PREAG Borken (8)                    |
| Hanomag 220 PS           |      | 20        | B n2t     | Hanomag      | 10429/27          | D                      |            | 220 PS   | ?                                      |
| Borsig 220 PS            |      | 21        | B n2t     | Borsig       | 10820/21          | D                      |            | 220 PS   | ?                                      |
| Borsig 220 PS            |      | 22        | B n2t     | Borsig       | 10822/20          | D                      |            | 220 PS   | an PREAG Borken (10)                   |
| Borsig 300 PS            |      | 23        | B n2t     | Borsig       | 14696/37          | D                      |            | 300 PS   | ?                                      |
| Borsig 300 PS            |      | 24        | B n2t     | Borsig       | 14697/37          | D                      |            | 300 PS   | ?                                      |
| Krupp/AEG Bo 360kW       |      | 1         |           | Krupp/AEG    | 3389/7315-54      | E                      | 33t        | 360 kW   | 1992 verschrottet                      |
| Krupp/AEG Bo 360kW       |      | 2         |           | Krupp/AEG    | 3390/7316-54      | E                      | 33t        | 360 kW   | im Museum Wölfersheim erhalten.        |
| Krupp/AEG Bo 360kW       |      | 3         |           | Krupp/AEG    | 3679/7498-57      | E                      | 33t        | 360 kW   | Denkmal in Reichelsheim-Weckesheim     |
| Krupp/AEG Bo 360kW       |      | 4         |           | Krupp/AEG    | 4463/8161-62      | E                      | 33t        | 360 kW   | 1992 verschrottet                      |
| Roddergrube 1–18         |      | 5         |           | Henschel/SSW | 20333/1986-24     | E                      | 24t        | 188 kW   | in Wölfersheim erhalten.               |
| Roddergrube 1–18         |      | 6         |           | Henschel/SSW | 20334/1987-24     | E                      | 24t        | 188 kW   | 1992 ausgemustert                      |
| Roddergrube 1–18         |      | 7         |           | Henschel/SSW | 20335/1988-24     | E                      | 24t        | 188 kW   | 1992 ausgemustert                      |
| Krupp Typ 200 PS         |      | 8         |           | Krupp        | 3819              | B-dh                   |            | 200 PS   | bei Märkischer Museumsbahn erhalten.   |

| Baureihe      | Bild | Loknummer | Achsfolge | Hersteller | Fabriknr./Baujahr | Einsatzcharackteristik | Dienstgew. | Leistung | Anmerkung |
| ------------- | ---- | --------- | --------- | ---------- | ----------------- | ---------------------- | ---------- | -------- | --------- |
| Oberusel 8 PS |      |           | B bm      | Oberursel  | /08               | V                      |            | 8 PS     | ?         |
| Henschel B-f  |      |           | B-f       | Henschel   | 19517/22          | D                      |            |          | ?         |
| Henschel B-f  |      |           | B-f       | Henschel   | 20484/25          | D                      |            |          | ?         |